# Kevin Kelly (Eishockeyspieler)
Kevin Kelly (* 13. Mai 1978) ist ein ehemaliger irischer Eishockeytorwart, der unter anderem für die Belfast Giants in der Elite Ice Hockey League spielte.

## Karriere
Kevin Kelly begann seine Karriere als Eishockeyspieler in Dublin beim Flyers Ice Hockey Club, für den er zeitweise auch in der Irish Ice Hockey League spielte. In dieser Liga spielte er auch für den Lokalrivalen Dublin Rams. 2006 wechselte er nach Nordirland, wo er eine Spielzeit für die Belfast Giants in der Elite Ice Hockey League auf dem Eis stand. Anschließend zog er sich vom Vereinssport zurück.

### International
Für Irland nahm Kelly an den Weltmeisterschaften der Division III 2004, 2005, 2006, 2007 und 2010, als er als bester Torhüter des Turniers maßgeblich zum Aufstieg in die Division II beitrug, sowie an der Weltmeisterschaft der Division II 2011 teil.

## Erfolge und Auszeichnungen
- 2007 Aufstieg in die Division II bei der Weltmeisterschaft der Division III
- 2010 Aufstieg in die Division II bei der Weltmeisterschaft der Division III, Gruppe A
- 2010 Bester Torhüter bei der Weltmeisterschaft der Division II, Gruppe A